# Вандејлија (Мисури)
Вандејлија (енгл. Vandalia) град је у америчкој савезној држави Мисури.

## Демографија
По попису из 2010. године број становника је 3.899, што је 1.37 (54,2%) становника више него 2000. године.
| Група             | 2000.         | 2010.         |
| Белци             | 2.184 (86,4%) | 3.132 (80,3%) |
| Афроамериканци    | 272 (10,8%)   | 611 (15,7%)   |
| Азијати           | 12 (0,5%)     | 14 (0,4%)     |
| Хиспаноамериканци | 20 (0,8%)     | 72 (1,8%)     |
| Укупно            | 2.529         | 3.899         |